# Hunnia Film Studio
Hunnia Film Studio – jeden z największych i najważniejszych studiów filmowych na Węgrzech do likwidacji w 1948.

## Historia

### Początki
Studio zostało założone w 1928 w Budapeszcie, rok wcześniej państwowy Filmipari Alap zakupił na aukcji Corvin Film Studio, który był poprzednikiem studia.

### Złota era
Na początku lat 40. XX wieku Węgry stały się trzecim największym państwem w europejskim przemyśle filmowym. Wytwórnia miała wówczas 7 studiów i ponad 1 tys. zatrudnionych osób.

### II wojna światowa
Podczas II wojny światowej planowano rozmontować studio i przenieść go do zachodniego kierunku. Plan ten został ostatecznie odwołany po tym, jak Armia Czerwona zdobyła Budapeszt. Pod koniec II wojny światowej pracownie wytwórni zostały zbombardowane.

### Likwidacja
Studio zostało zamknięte z dniem 18 sierpnia 1948. Następcą studia został działający do dziś Mafilm, który jest jedną z największych i najważniejszych wytwórni filmowych.